# ハローショップ
ハローショップは、日本のコンビニエンスストア。本部は福島県郡山市の福島県南酒販株式会社にある。
店舗は福島県内に18店舗ある。1991年（平成3年）9月20日に郡山市逢瀬町多田野に1号店「ハローショップ・かげやま」を出店し、県南、いわき、会津地区にボランタリー・チェーン業態として拡大していく。2007年には37店舗存在した。
1号店開設当時、福島県内に約3000店舗あった酒販店のうち約2500店舗と取引していた酒類・食品卸の「福島県南酒販株式会社」が、取引先の小売店などからの要望を受け、その支援を目的にコンビニエンスストア事業に参入。
そして、開業時には「地元に密着した、特色ある品揃えの店」を掲げ、日本酒やワインなどのを当時の標準的なコンビニエンスストアの約3倍の品揃えとしたほか、青果・鮮魚・肉類などの生鮮食品を含む2800品目から3300品目を取り扱う売り場構成となっていた。